# Norges Automobilforbund
Norges Automobilforbund (NAF) är en bilorganisation i Norge. Norges Automobilforbund arbetar med bilfrågor, som till exempel bilpolitik, trafiksäkerhet, vägbygge, avgifter och kollektivtrafik.
Organisationen bildades den 21 maj 1924, och 2010 hade föreningen cirka 53 000 medlemmar.
Organisationen ger ut NAF Veibok till alla sina medlemmar. Den innehåller kartor samt upplyser om sevärdheter och övernattningsmöjligheter.

### Fotnoter
1. ↑  ”Norges Automobil-Forbund” (på norska). Store norske leksikon. https://snl.no/Norges_Automobil-Forbund. Läst 30 september 2017.